# Општина Гребен
Општина Гребен (грч. Δήμος Γρεβενών, Димос Гревенон) је општина у Грчкој у округу Гребен, периферија Западна Македонија. Административни центар је град Гребен. По подацима из 2021. године број становника у општини је био 21.421.

## Насељена места
Општина Гребен је формирана 1. јануара 2011. године спајањем 13 некадашњих административних јединица: Гребен, Вендзи, Ираклеотес, Свети Козма, Горјани, Теодорос Зијакас, Авдела, Месолури, Периволи, Самарина, Филипеи, Доцико и Смикси.
- Општинска јединица Авдела: Авдела
- Општинска јединица Вендзи: Кинди, Агалеи, Варис, Дипоро, Ексархос, Итеа, Кендро, Микроклисура, Неохори, Ниси, Палеохори, Пилори, Пистико, Пондини, Порос, Саракина.
- Општинска јединица Доцико: Доцико.
- Општинска јединица Горјани: Кипурио, Калитеа, Кранија, Микроливадо, Пигадица, Прионија, Ситарас.
- Општинска јединица Гребен: Гребен, Агапи, Амигдалијес, Антракија, Аспрокамбос, Ватолакос, Големи Сирини, Деспотис, Доксарас , Елатос, Елефтеро, Елефтерохори, Елефтеро Просфигон, Емилијанос, Каламици, Калохи, Кастро, Киракали, Лохми, Мали Сирини, Месолакос, Мирсина, Родија, Свети Теодор, Света Тројица, Синдендро, Фели.
- Општинска јединица Ираклеотес: Свети Ђорђе, Аидонија, Дасаки, Кивотос, Климатаки,Кокинија, Милија, Нова Трапезунда, Полидендро, Таксиархис.
- Општинска јединица Месолури: Месолури.
- Општинска јединица Периволи: Периволи.
- Општинска јединица Самарина: Самарина.
- Општинска јединица Свети Козма: Мегаро, Горња Еклисија, Дасилио, Еклисија, Калирахи, Калони, Кидонијес, Кипариси, Липси, Оропедио, Свети Козма, Трикорфо.
- Општинска јединица Смикси: Смикси.
- Општинска јединица Теодорос Зијакас: Мавранеи, Алатопетра, Анаврита, Зијакас, Космати, Лавдас, Мавронорос, Монахити, Панорама, Парорио, Периволаки, Полинери, Просворо, Спилео, Ставрос, Трикомо.
- Општинска јединица Филипеи: Филипеи, Аетија, Куруна.